# Anton Ebben
Anton Ebben  –conocido como Toon Ebben– (Tilburg, 22 de diciembre de 1930–'s-Graveland, 4 de febrero de 2011) fue un jinete neerlandés que compitió en la modalidad de salto ecuestre.
Ganó una medalla de plata en el Campeonato Mundial de Saltos Ecuestres de 1978 y dos medallas en el Campeonato Europeo de Saltos Ecuestres de 1977.

## Palmarés internacional
| Campeonato Mundial | Campeonato Mundial | Campeonato Mundial | Campeonato Mundial |
| Año                | Lugar              | Medalla            | Categoría          |
| ------------------ | ------------------ | ------------------ | ------------------ |
| 1978               | Aquisgrán (RFA)    | Medalla de plata   | Por equipos        |
| Campeonato Europeo |                    |                    |                    |
| Año                | Lugar              | Medalla            | Categoría          |
| 1977               | Viena (Austria)    | Medalla de oro     | Por equipos        |
| 1977               | Viena (Austria)    | Medalla de bronce  | Individual         |